# Сергиев, Владимир Петрович
Владимир Петрович Сергиев (род. 31 июля 1943 года, Москва, СССР) — советский и российский эпидемиолог и паразитолог, академик РАМН (1999), академик РАН (2013). Сын советского паразитолога и эпидемиолога, академика АМН СССР Петра Григорьевича Сергиева (1893—1973).

## Биография
Родился 31 июля 1943 года в Москве.
В 1966 году — окончил санитарно-гигиенический факультет 1-го Московского медицинского института имени И. М. Сеченова, после которого по распределению попал в Институт медицинской паразитологии и тропической медицины имени Марциновского: младший, старший научный сотрудник.
С 1974 по 1988 годы — работал в Минздраве СССР: начальник эпидемического отдела Главного санитарно-эпидемиологического управления, начальник Главного управления карантинных инфекций министерства.
С 1987 по 1988 год — заведующий Специализированной научно-исследовательской лабораторией эпидемиологии и профилактики СПИД Центрального НИИ эпидемиологии Минздрава СССР.
С 1988 по 2014 годы — директор Института медицинской паразитологии и тропической медицины имени Е. И. Марциновского ММА имени Сеченова.
С 2001 года по настоящее время — заведующий кафедрой тропической медицины и паразитарных болезней медико-профилактического факультета 1 МГМУ имени И. М. Сеченова.
С 2014 года по настоящее время — главный научный сотрудник Института медицинской паразитологии, тропических и трансмиссивных заболеваний имени Е. И. Марциновского.
В 1995 году — избран членом-корреспондентом РАМН.
В 1999 году — избран академиком РАМН.
В 2013 году — стал академиком РАН (в рамках присоединения РАМН и РАСХН к РАН).

## Научная деятельность
Специалист в области паразитологии, эпидемиологии и профилактики паразитарных и инфекционных болезней человека.
Основные направления научных исследований: разработка стратегии и тактики эпидемиологического надзора за паразитарными и инфекционными болезнями, создание противопаразитарных препаратов и определение параметров целесообразного применения профилактических медикаментозных мероприятий по снижению заболеваемости гельминтозами.
Создатель научной школы эпидемиологов и паразитологов, под его руководством подготовили и защитили диссертации более 20 кандидатов и докторов наук.
Автор и соавтор около 500 научных работ, среди которых 12 монографий и 14 руководств.
Главный редактор журнала «Медицинская паразитология и паразитарные болезни», член редколлегий журналов «Молекулярная медицина», «Эпидемиология и инфекционные болезни», «Журнала микробиологии, эпидемиологии и иммунобиологии» и др.
Являлся (до 2017 г.) членом Бюро Отделения профилактической медицины, членом Научного совета по эпидемиологии, паразитарным и инфекционным заболеваниям. Был председателем проблемной комиссии «Паразитарные болезни» РАМН, заместителем председателя Комиссии по санитарно-гигиеническому нормированию Минздрава России, экспертом ВАК России, экспертом Всемирной организации здравоохранения.
В. Сергиев высказал ряд критических замечаний в отношении мер профилактики при распространении эпидемии COVID.

## Награды
- Орден Почёта (2003)[13]
- Премия Правительства Российской Федерации в области науки и техники (в составе группы, за 2005 год) — за научное обоснование, разработку и внедрение системы защиты населения Российской Федерации от новых биологических угроз[14]
- Премия Правительства Российской Федерации в области образования  (в составе группы, за 2013 год) — за цикл трудов "Учебно-методическое обеспечение непрерывного образовательного процесса по подготовке медицинских кадров по специальности «Паразитология»[15]
- Медаль «За трудовую доблесть»
- Заслуженный деятель науки Российской Федерации (1994)[16]
- Премия имени К. И. Скрябина (2011) — за «Атлас клинической паразитологии и тропической медицины»